# Princeton (Texas)
Princeton es una ciudad ubicada en el condado de Collin en el estado estadounidense de Texas. En el Censo de 2010 tenía una población de 6807 habitantes y una densidad poblacional de 352,49 personas por km².

## Geografía
Princeton se encuentra ubicada en las coordenadas 33°11′3″N 96°30′33″O / 33.18417, -96.50917. Según la Oficina del Censo de los Estados Unidos, Princeton tiene una superficie total de 19.31 km², de la cual 19.16 km² corresponden a tierra firme y (0.76%) 0.15 km² es agua.

## Demografía
Según el censo de 2010, había 6807 personas residiendo en Princeton. La densidad de población era de 352,49 hab./km². De los 6807 habitantes, Princeton estaba compuesto por el 78.3% blancos, el 6.36% eran afroamericanos, el 0.72% eran amerindios, el 1.2% eran asiáticos, el 0.03% eran isleños del Pacífico, el 10.71% eran de otras razas y el 2.67% pertenecían a dos o más razas. Del total de la población el 24.23% eran hispanos o latinos de cualquier raza.